# 演武街道
演武街道，是中华人民共和国辽宁省抚顺市望花区下辖的一个乡镇级行政单位。2019年11月29日，撤销古城子街道、五老屯街道，将其所辖行政区域划归演武街道管辖。

## 行政区划
演武街道下辖以下地区：
小南沟社区、热电社区、彩虹社区、诚成社区、清湖社区、武道村、演武村和小演武村。